# Kōauau
La kōauau és una flauta maori, de longitud de 10 a 20 centímetres i que té de tres a sis forats per posar els dits. S'assembla a la vivo.
Realitzada en totara, la fusta més freqüent en els maoris per als treballs manuals, o bé d'os (antigament ossos d'ocells com la moa o l'albatros), els seus tres orificis de digitació se situen segons mesures preses amb les falanges. Una corriola enfilada en la talla permet penjar-lo del coll com a adorn als moments que no compleix una funció musical.
Es tracta d'un instrument vedat a les dones, la seva forma simbolitza a l'home, qui ho empra com a vehicle per cridar a les amants. Com a acompanyament de grups vocals, el kooauau segueix al uníson la seva melodia. S'executa sostenint-lo obliquament davant de la boca perquè l'aire bufat xoqui contra una de les vores, mentre els dits de la mà dreta obturen els orificis.